# Max Alpert
Pour l’article homonyme, voir Alpert.
Max Vladimirovitch Alpert (Simferopol, 18 mars 1899 - Moscou, 30 novembre 1980), est un photographe et photojournaliste soviétique.

## Biographie
Lors de la Seconde Guerre mondiale Max Alpert travaille pour le Sovinformburo et l'agence de presse TASS. Il est l'auteur du célèbre cliché Combat.
Les archives de Alpert sont la propriété de RIA Novosti.

## Collections, musées
Une collection d’œuvres de Max Alpert est conservée au Musée central d'État d'histoire contemporaine de Russie.

## Galerie

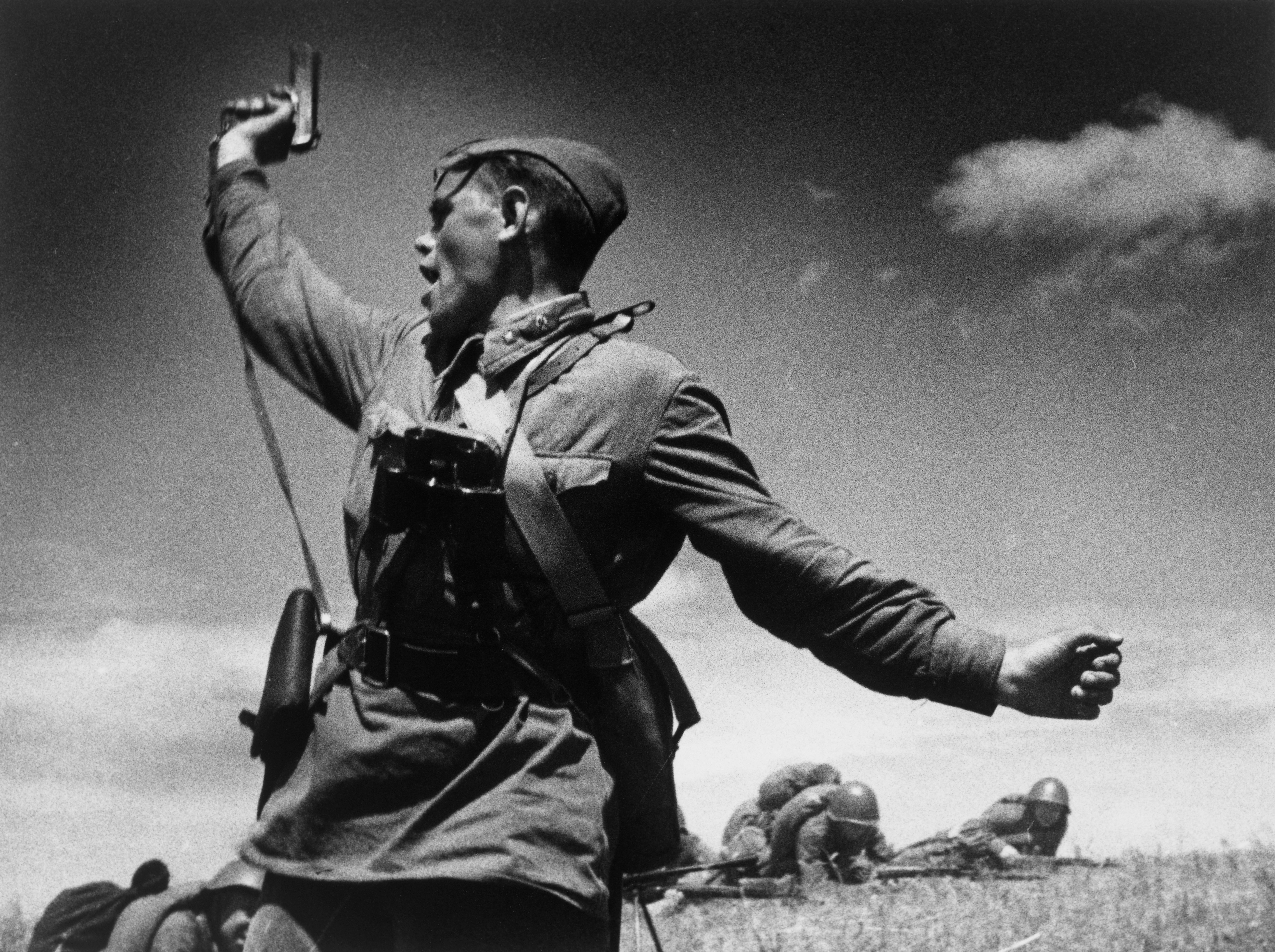
Combat.
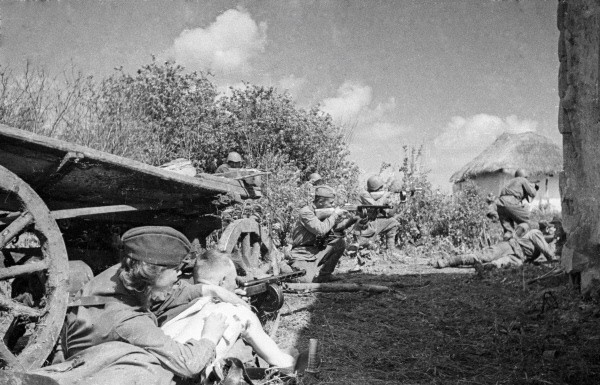
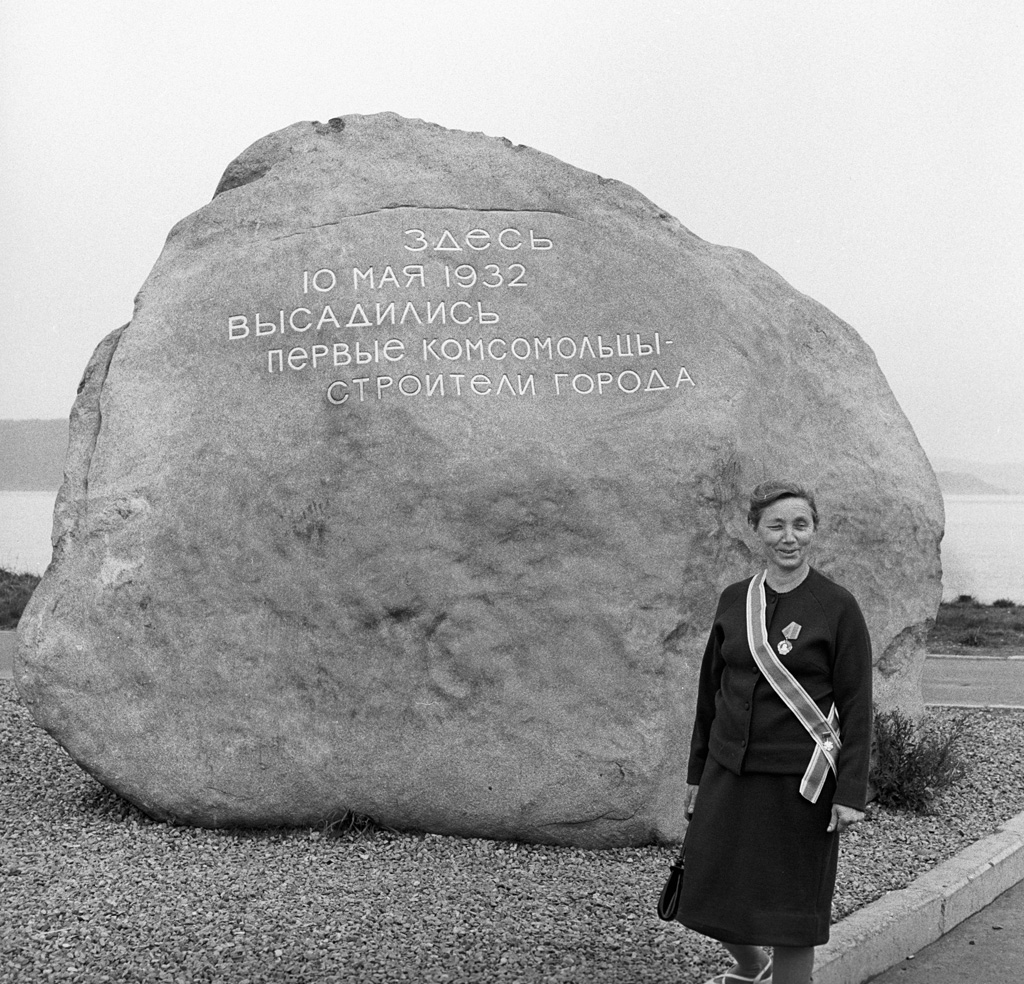
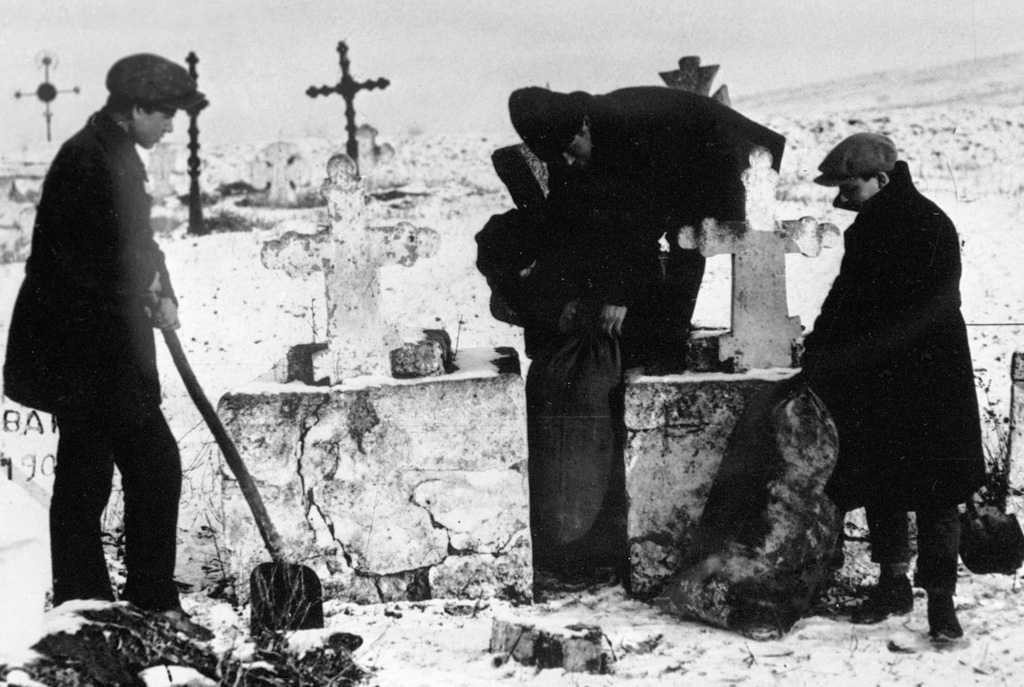
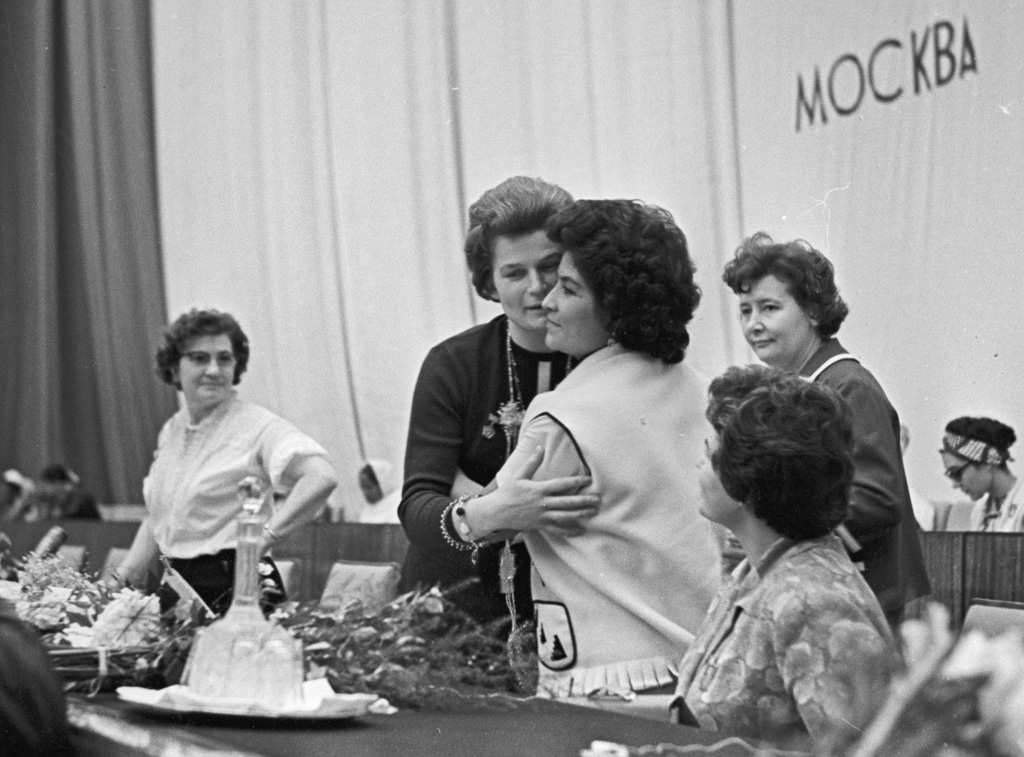